# District de Río de Jesús
Le district de Río de Jesús est l'une des divisions qui composent la province de Veraguas, au Panama. En 2004, elle comptait 5 102 habitants, répartis sur une superficie de 302,3 km2.

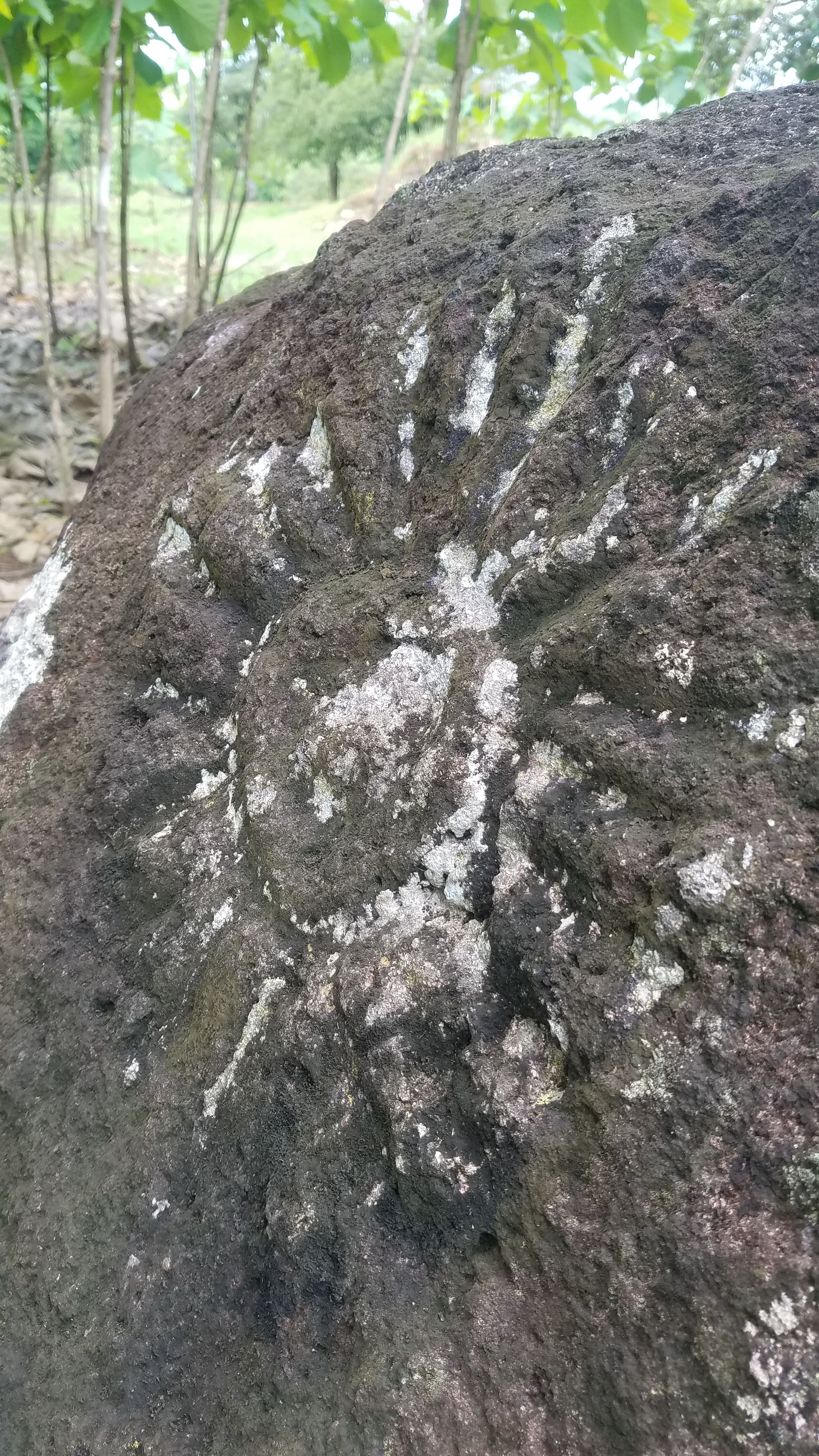
2000 ans de l'antiquité

## Crédit d'auteurs
- (es) Cet article est partiellement ou en totalité issu de l’article de Wikipédia en espagnol intitulé « Distrito de Río de Jesús » (voir la liste des auteurs).